# SaskPower
 (mars 2016).
Si vous disposez d'ouvrages ou d'articles de référence ou si vous connaissez des sites web de qualité traitant du thème abordé ici, merci de compléter l'article en donnant les références utiles à sa vérifiabilité et en les liant à la section « Notes et références ».

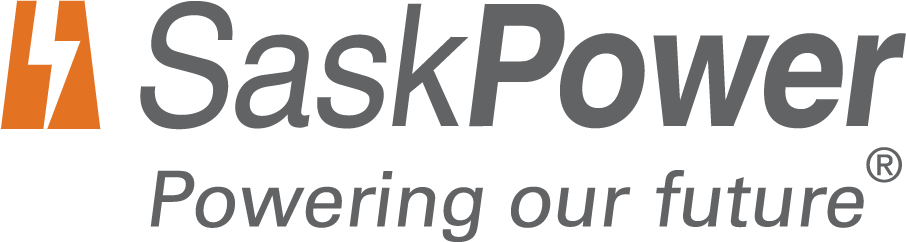
Logo de la société.

SaskPower est une société de la Couronne provinciale et est responsable de la production, du transport et de la distribution de l'électricité à la Saskatchewan.
Fondée en 1929 par le gouvernement provincial, elle sert plus de 490 000 clients et gère 7 milliards $ en actifs. SaskPower est un employeur important dans la province avec plus de 2 800 employés à temps plein permanent situé dans environ 70 communautés[réf. souhaitée].